# Medusa's Spite

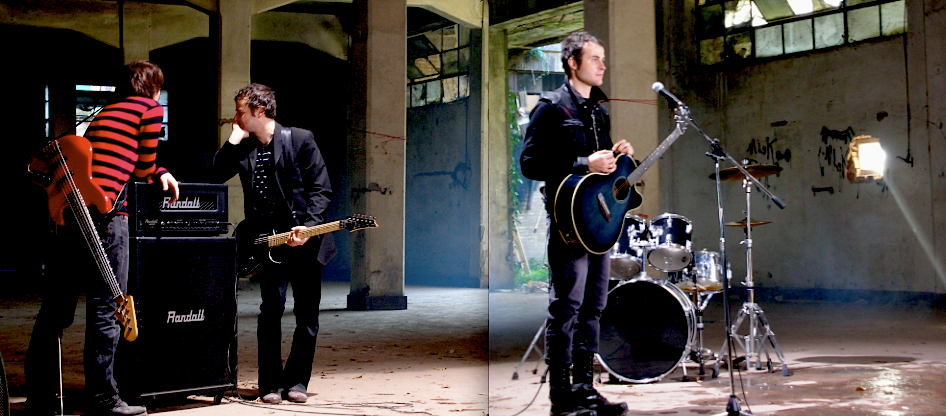
Medusa's Spite

I Medusa's Spite sono un gruppo electro rock italiano, formatosi a Roma nel 1996 dall'incontro di Stefano Daniele, Paolo Daniele e Antonello Aprea.
Sono stati una delle prime band italiane fermamente radicate nell'idioma e nella tradizione electro-rock inglese ad entrare nel grande circuito radiofonico e televisivo.
Il loro primo album, Floating around pubblicato nel 1998, raggiunse le 20 000 copie vendute in Italia e fu pubblicato in molti paesi stranieri.
Il nome della band è ispirato al famoso quadro del Caravaggio che si trova esposto negli Uffizi a Firenze: Medusa, unica mortale delle tre Gorgoni, bellissima e trasformata da Atena in un mostro capace di impietrire chiunque incrociasse il suo sguardo, poiché in una notte d'amore insieme a Poseidone aveva osato violare il tempio della dea; Spite, il rancore e il dispetto per aver subito una tale umiliazione.

## Storia
I Medusa's Spite pubblicano il loro primo album dal titolo Floating Around nel 1999. L'album si avvale della collaborazione di Daisy Moore (collaboreranno poi con la cantante Tiny Torfs nel loro secondo album) ed è masterizzato da Mike Marsh nello studio The Exchange di Londra, annoverato tra i più bravi e qualificati mastering engineers che ha collaborato con i più grandi gruppi internazionali come Massive Attack, Chemical Brothers, Depeche Mode.
Nel 2001 pubblicano il singolo Life in the year 2001 che anticipa l'uscita dell'album Morning doors.
Nello stesso anno dalla collaborazione con il regista Simone Pellegrini nasce il video di Life in the year 2001 che ottiene un discreto successo.
Il loro secondo album Morning doors, anch'esso masterizzato nello studio The Exchange di Londra, è positivamente ricevuto dalla stampa.
Parte delle tracce dell'album Morning doors e in particolare il brano Will hunting, sono utilizzate per la colonna sonora della quarta e quinta serie di R.I.S. - Delitti imperfetti e vengono riprodotte durante numerose puntate del rotocalco televisivo Nonsolomoda.
Il secondo singolo estratto da Morning doors, Will hunting, entra nella classifica dei top 15 stilata dal programma Nonsolo MTV di EcoTV.
Nel dicembre 2006 Antonello Aprea decide di seguire un diverso percorso artistico e si separa dalla band proseguendo la propria carriera come solista.
Al suo posto entrano Axel Donnini (basso), Alberto Rossetto (tastiera) e Alessandro Nardis (batteria).
Durante il 2007 il video di Will hunting, tratto dall'album Morning doors il Premio Roma Videoclip durante la quinta edizione ed entra in heavy rotation su molte tv satellitari dedicate alla musica, tra le quali All Music, Magic TV, Match Music.
Alla fine del 2007 Alberto Rossetto e Alessandro Nardis escono dalla band per proseguire Alberto, la propria carriera come sound engineer e Alessandro la sua carriera solista, subentra un nuovo batterista, Fabio de Angelis che lavorerà con la band fino al 2011.
Alla fine del 2008 viene realizzato il video di Soon per la regia di Simone Pellegrini. Il video riceve quattro nomination al Premio Italiano Video Indipendenti- PIVI ( Meeting Etichette Indipendenti di Faenza) e ottiene il premio per la miglior regia con 4 nomination (oltre ala regia, il Soggetto scritto da Stefano Daniele, la Fotografia curata da Daniele Persica, il Montaggio di Alessio Borgonuovo).
Un ulteriore riconoscimento arriva dalla sesta edizione del Roma Videoclip Festival.
Il 30 maggio del 2009, il video Soon viene trasmesso a beneficio del grande pubblico durante l'ultima puntata della trasmissione Music 2009 su RAI Uno.
È del 2010 il video di Cat Black D di produzione Onirica, e girato in Finlandia sempre per la regia di Pellegrini.
Dopo 11 anni di pausa da Morning Doors (the glass path) i Medusa's Spite danno alla luce il primo nuovo singolo di una serie che andrà a comporre il loro progetto discografico dal titolo "Polaris".
Il single registrato nella Spite Room viene mixato agli Abbey Road Studios da Paul Pritchard e postprodotto a Exmouth sempre da Mike Marsh.

## Concerti
- Presentazioni live per Morning doors alle Messaggerie Musicali di Milano (Duomo) e Roma (Via del Corso)
- 16 marzo 2007 a Roma al Classico Village.
- Il 16 giugno 2007 la band prende parte al Get Rock Festival di Lainate
- Il 21 settembre 2007 partecipa al Gravity Fest Program di Roma.
- Giugno 2008 Sepolcro di Priscilla a Roma
- 28 settembre 2009 Teatro Anfitrione di (Roma)
- 6 ottobre 2009 Teatro Vascello (Roma)
- 21-22 dicembre 2009 Lanificio Factory (Roma)
- 1º aprile 2010 Mads (Roma)

## Formazione
- Stefano Daniele - voce, tastiere, chitarra, basso (1996)
- Paolo Daniele - voce, chitarra, sinth, drums machine programming (1996)
- Antonello Aprea - voce, chitarra, sinth, loops editing (1996-2006)
- Axel Donnini - basso (2006)
- Alberto Rossetto - tastiera (2006-2007)
- Alessandro Nardis - batteria (2006-2007)
- Fabio de Angelis - batteria (2007 - 2011)

La formazione attuale: Stefano Daniele - Paolo Daniele - Axel Donnini - Guido Cascone

## Premi Vinti
- 2007: "Premio Speciale Roma VIdeoclip 2007" quinta edizione Roma Videoclip Festival.
- 2008: "Premio Italiano Videoclip Indipendente- 4 nomination e Premio Miglior Regia" al Meeting Etichette Indipendenti di Faenza.
- 2008: "Premio Roma Videoclip 2008" alla sesta edizione del Roma Videoclip Festival.
- 2009: "Premio Roma Videoclip 2009" alla settima edizione del Roma Videoclip Festival.

## Discografia

### Album in studio
- Floating around (1999)
- Morning doors (album) (Gennaio 2006)
- Morning doors (the glass path) (aprile 2009)
- Polaris (2019)

### Singoli
- Someone by my side (1999)
- Tonight (1999)
- Life in the year 2001 (2001)
- Will hunting (2007)
- Soon (2008)
- Cat black D (2009)
- Destinations (single 2001)

## Videografia
- Life in the year 2001 (2001)
- Will hunting (2007)
- Soon (2008)
- Cat black D (2009)
- Destinations (2021)